# Neocyclops affinis
Neocyclops affinis – gatunek widłonoga z rodziny Halicyclopidae. Nazwa naukowa tego gatunku skorupiaków została opublikowana w 1974 roku przez francuskiego zoologa-limnologa Bernarda Henriego Dussarta.